# 無声後部歯茎摩擦音
無声後部歯茎摩擦音（むせい こうぶしけい まさつおん）は子音のひとつ。舌を後部歯茎に接近させて調音される無声の摩擦音。国際音声記号では[ʃ]と表記される。
記号はラテン文字のエッシュの小文字に由来する。

## 特徴
- 気流の起こし手 - 肺臓気流機構によって生じる呼気。
- 発声 - 声帯の振動を伴わない無声音。
- 調音
  - 調音部位 舌端と歯茎後部による後部歯茎音。
  - 調音方法
    - 口腔内の気流 - 舌の中央を気流が通る中線音
    - 調音器官の接近度 - 隙間を作って空気が通りにくくし、そこに気流を通すことで生じる摩擦音。
    - 口蓋帆の位置 - 口蓋帆を持ち上げて鼻腔への通路を塞いだ口音。

## 言語例
- イタリア語: sc（前母音字の前）、sci（後母音字の前）
- 英語: sh
- ドイツ語: sch
- フランス語: ch
- ハンガリー語: s

英語、ドイツ語、フランス語では軽い唇の丸みを伴って発音されるのが一般的である。
ロシア語の発音表記で ш を無声後部歯茎摩擦音とする場合があるが、実際には無声そり舌摩擦音 [ʂ] である。
日本語の「し」や「しゃ」行の子音は、話者によって異なるが、標準的な発音は無声歯茎硬口蓋摩擦音 [ɕ] である。